# Pycnandra benthamii
Pycnandra benthamii là một loài thực vật có hoa trong họ Hồng xiêm. Loài này được Baill. miêu tả khoa học đầu tiên năm 1891.